# قلعة كهنة زندة جان
قلعة كهنة زندة جان هي قلعة تاريخية تعود إلى الألفية الأولى قبل الميلاد - القرن السادس والثامن الهجري، وتقع في زندة جان في إيران. وتم تسجيل هذه القلعة في 13 أغسطس 2005 مع رقم تسجيل 13307 باعتباره أحد التراث الوطني الإيراني.